# Université privée de Sousse
Pour les articles homonymes, voir UPS.
L'université privée de Sousse (arabe : الجامعة الخاصة بسوسة) ou UPS est une université privée de Tunisie basée à Hammam Sousse et agréée par le ministère de l'Enseignement supérieur et de la Recherche scientifique.
L'UPS a pour objectif de former des cadres et des experts de haut niveau dans les domaines de l'informatique, de l'électronique et des télécommunications. Ces disciplines sont reconnues pour être parmi celles qui évoluent le plus rapidement tant au niveau des concepts qui les sous-tendent qu'au niveau des compétences qu'elles requièrent. Pour atteindre ses objectifs, l'UPS se doit donc de donner à ses étudiants une capacité d'adaptation aux évolutions technologiques aussi élevée que possible.

## Diplômes
L'UPS offre plusieurs spécialités et parcours :
- cycle préparatoire aux études d'ingénieurs ;
- licence fondamentale en sciences de l'informatique ;
- licence appliquée en informatique ;
- licence appliquée en réseaux informatiques ;
- licence appliquée en électronique, électrotechnique et automatique.